# Национальный музей икон Онуфрия
Национальный музей икон (иконографики) Онуфрия (алб. Muzeu Ikonografik Onufri) — национальный музей Албании, расположен в помещении церкви «Сон Девы Марии» в крепости Берат.

## История
Открыт 27 февраля 1986 года.
Назван в честь Онуфрия, иконописца и одного из главных албанских живописцев-монументалистов, творившего в XVI веке на территории центральной и южной Албании и юго-западной Македонии.
Коллекция музея состоит из 173 экспонатов, выбранных из примерно 1500 объектов музейного фонда, включая часть церковных и монастырских фондов Албании и города Берата, 106 — иконы, 67 — литургические объекты.
Иконы были созданы албанскими художниками-иконописцами XIV—XX веков: Oнуфрием, Николой, сыном Онуфрия, Oнуфрием Чиприоти, Давидом Селеницей, Kонстантином Шпатараку и Четиретами (Георгием, Иоанном, Наумом, Николаем и Георгием-младшим), а также многими анонимными художниками. Иконостас этого(?) собора был выполнен мастером Наумом Нгела из Лавдара (Опар) и мастером Стефаном Барка из Мисраси (Опар) в середине XIX века.

## Галерея

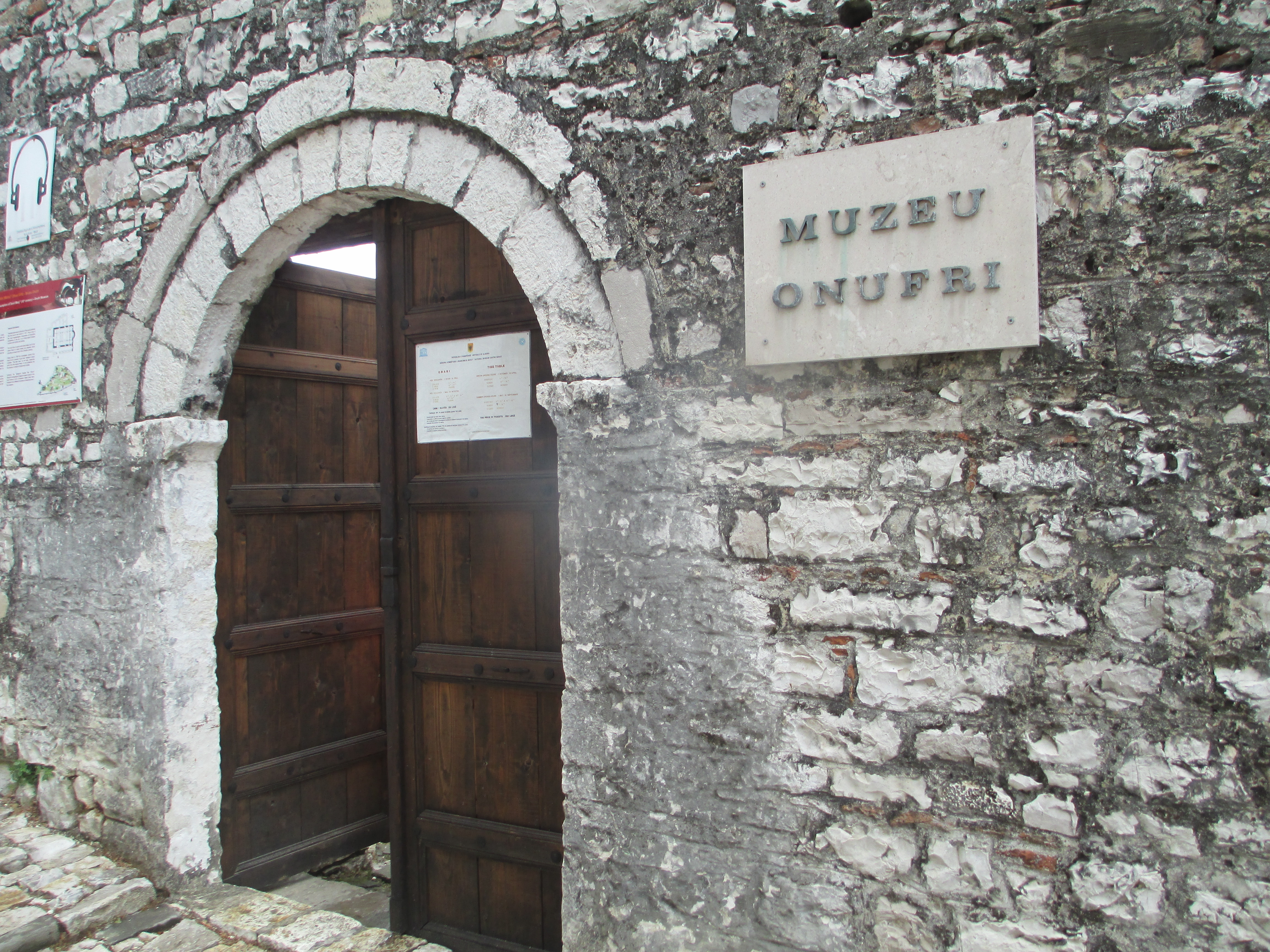
Вход в Национальный музей икон (иконографики) Онуфрия, Албания
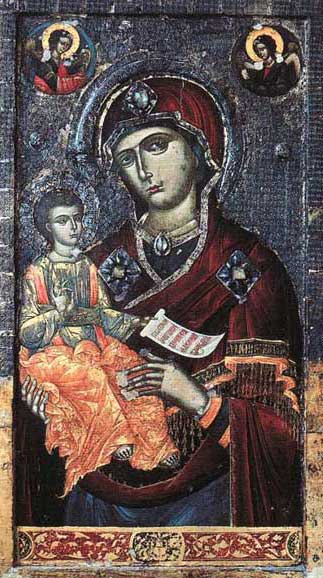
Икона «Дева Мария с младенцем». Работа Oнуфрия. XVI век
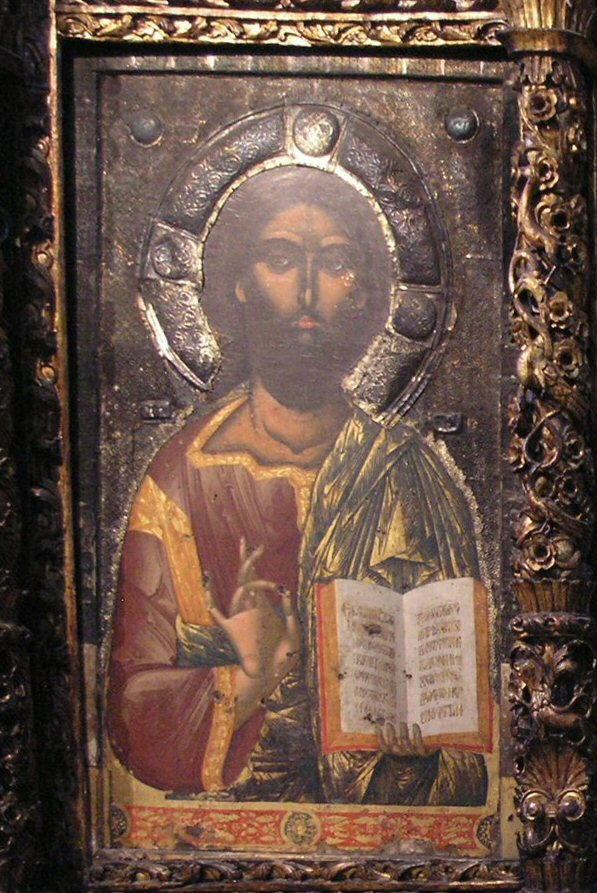
Икона Oнуфрия из собора города Берата
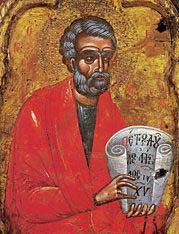
Икона «Апостол Пётр» работа Николы, сына Онуфрия, вторая половина XVI века
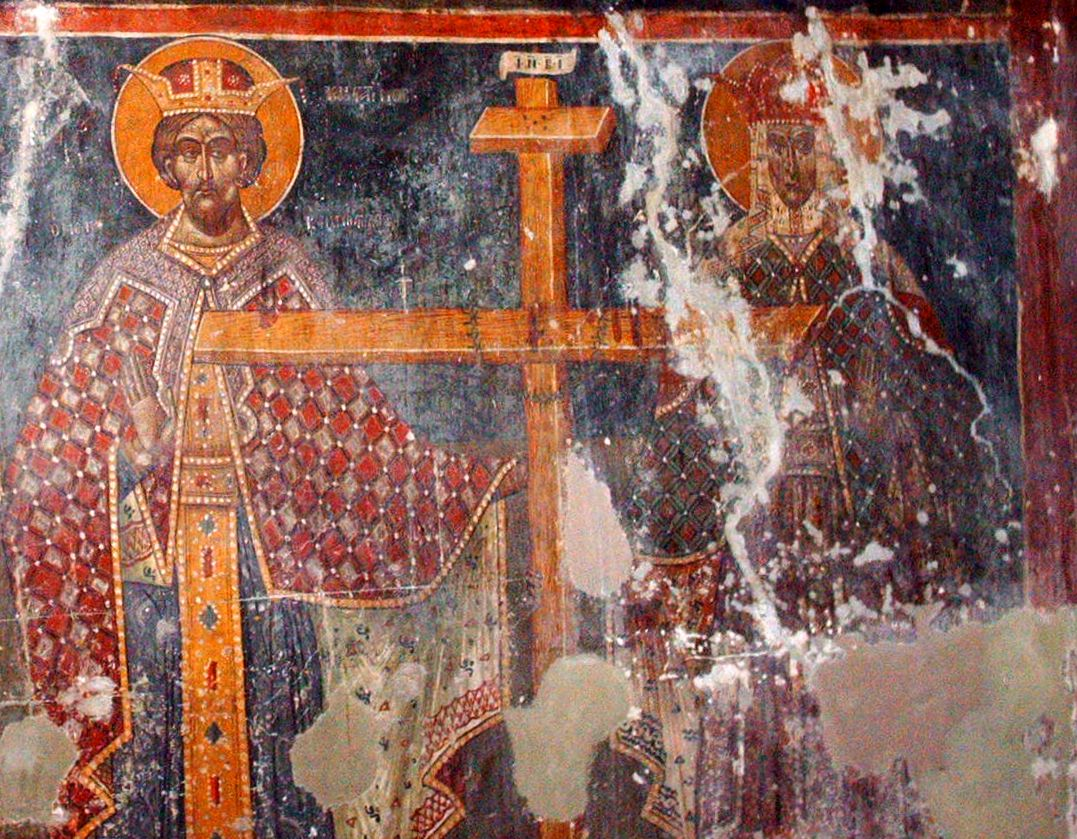
Римский император Константин I Великий с матерью Еленой Равноапостольной; работа Николы, сына Онуфрия, вторая половина XVI века
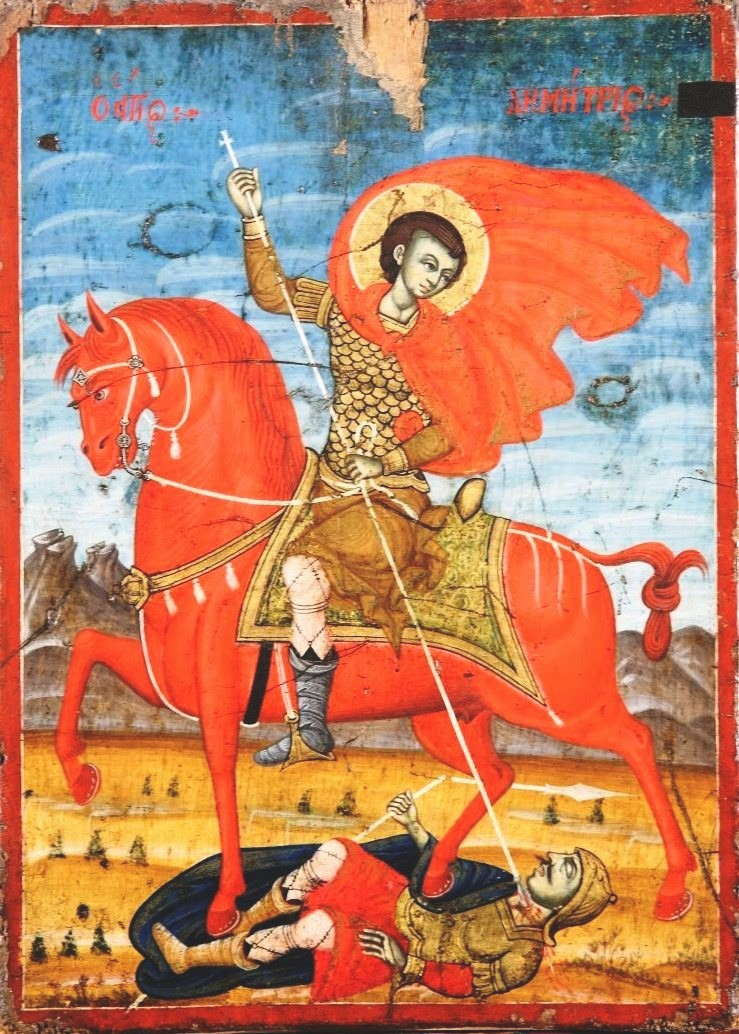
Икона «Георгий Победоносец» Kонстантина Шпатараку, XVIII век